# Heartbeat (Bad Boys Blue)
Heartbeat è il secondo album in studio del gruppo musicale tedesco Bad Boys Blue, pubblicato nel 1986.

## Tracce
1. I Wanna Hear Your Heartbeat (Sunday Girl) – 3:50
2. Mon Amie – 4:35
3. One Night in Heaven – 4:45
4. Baby I Love You – 4:05
5. Kisses & Tears (My One and Only) – 3:58
6. Rainy Friday – 4:35
7. Lady Blue – 4:29
8. Love Really Hurts Without You – 3:44
9. Blue Moon – 4:32
10. Dance the Night Away – 4:20